# Lumini și umbre
Lumini și umbre este un serial de televiziune românesc istoric din 1979 - 1982, un „roman cinematografic“ creat de  Titus Popovici. Au fost scrise 52 de episoade de Titus Popovici, 36 de episoade au fost filmate de regizorii Andrei Blaier, Mihai Constantinescu și Mircea Mureșan și 33 de episoade au fost difuzate.

## Distribuție
- Mitică Popescu — Virgil Bălan, zis „Împăratul“[1][2]
- Valentin Uritescu — sergentul Vasile Șaptefrați[1][2]
- Ilarion Ciobanu — Gheorghe Bălan
- Margareta Pogonat — Maria Bălan
- Florin Călinescu — Mihai Bălan
- Ion Besoiu — Honorius Cosma
- George Motoi — Liviu Cosma
- Adrian Pintea — Zeno Cosma
- Rodica Mureșan — Odette Cosma
- Gheorghe Dinică — Ștefan Barta
- Șerban Ionescu

## Producție
În film au jucat 400 de actori și au apărut câteva mii de figuranți. Au fost construite 50 de decoruri și au fost realizate filmări exterioare la Mediaș, Sibiu, Sibiel, Săliște, Dumbrăveni, Brașov și București.

## Legături externe
- Lumini și umbre partea I la cinemagia.ro
- Lumini și umbre la Internet Movie Database